# Aegithalos caudatus
Bạc má đuôi dài (danh pháp hai phần: Aegithalos caudatus) là một loài chim dạng sẻ nhỏ thuộc họ Bạc má đuôi dài. Loài chim này trong tiếng Nhật còn gọi là Shima Enaga.
Chúng sống ở châu Âu và châu Á. Đây là một loại chim không di cư. Chúng có chiều dài từ 13–15 cm tính cả đuôi dài từ 7–9 cm. Bạc má đuôi dài có màu xám bên trên lưng và màu bạc vôi ở dưới.
Loài chim này ăn côn trùng trong suốt cả năm. Chúng chủ yếu ăn động vật chân đốt, thích trứng và ấu trùng của bướm. Thỉnh thoảng chúng ăn thực vật vào mùa thu.

## Hình ảnh

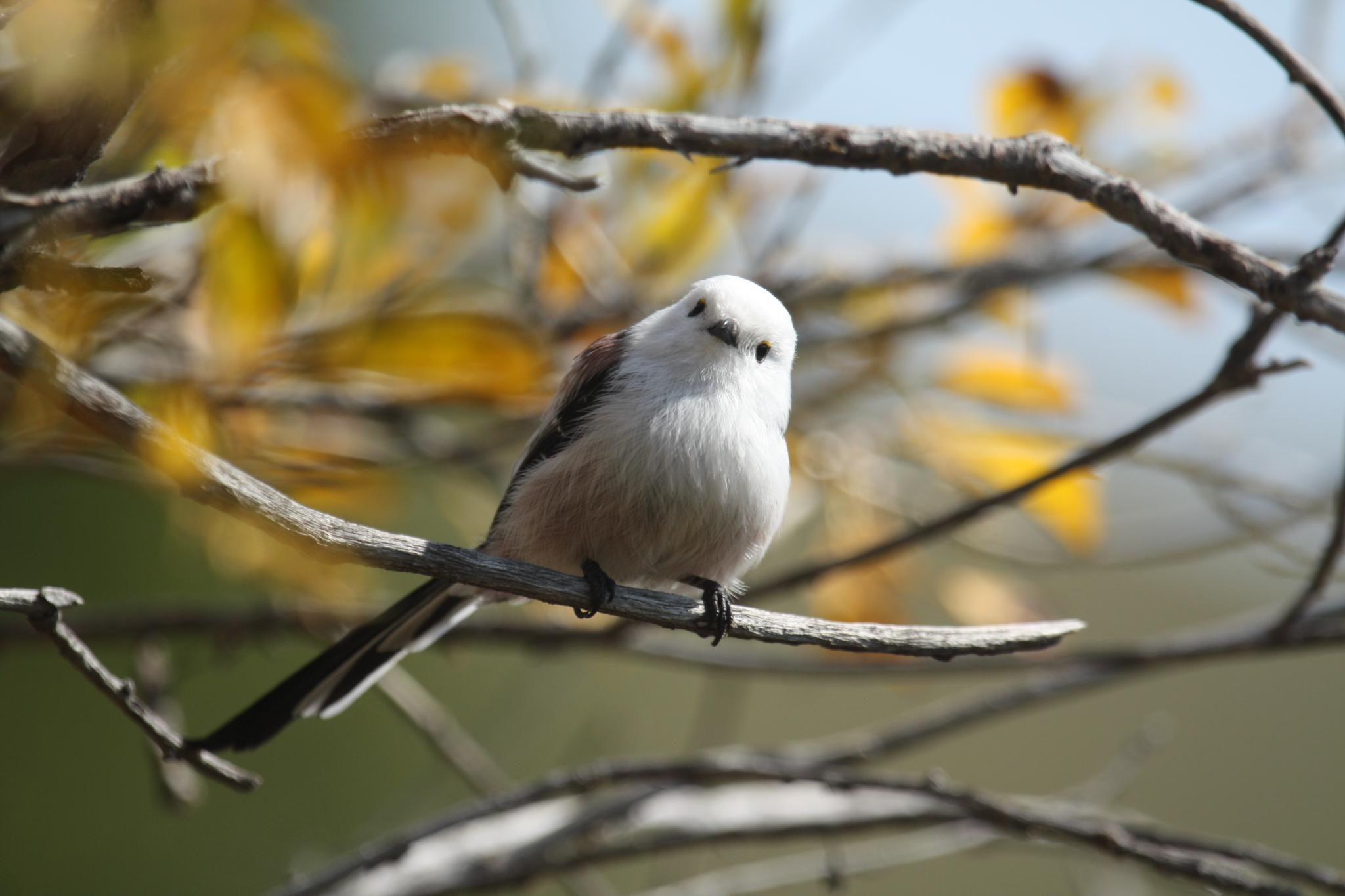
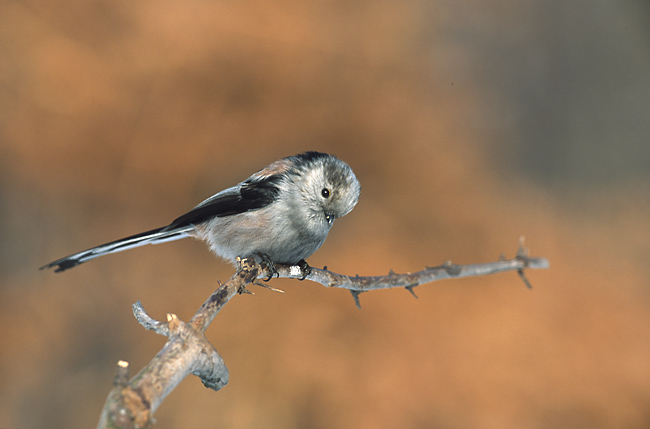
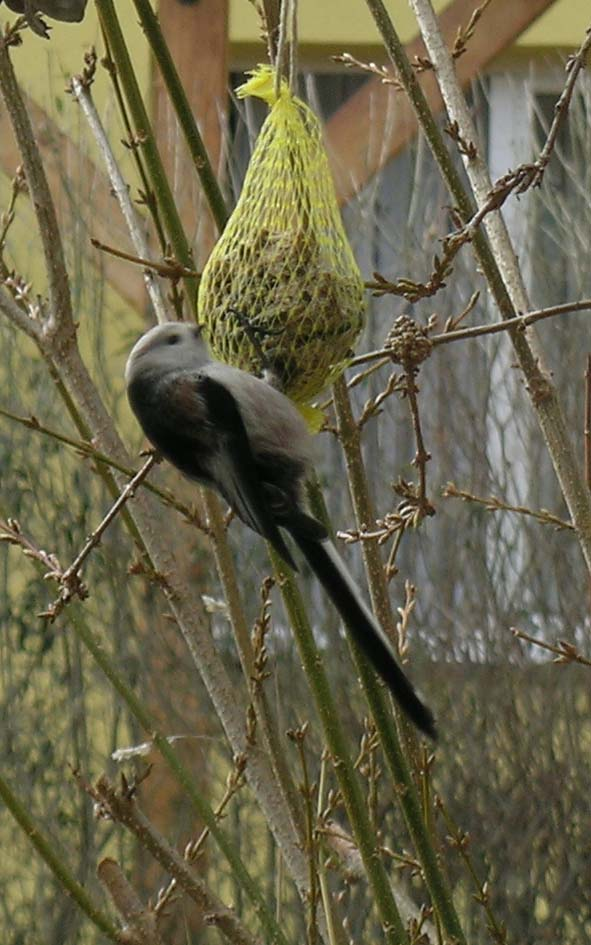
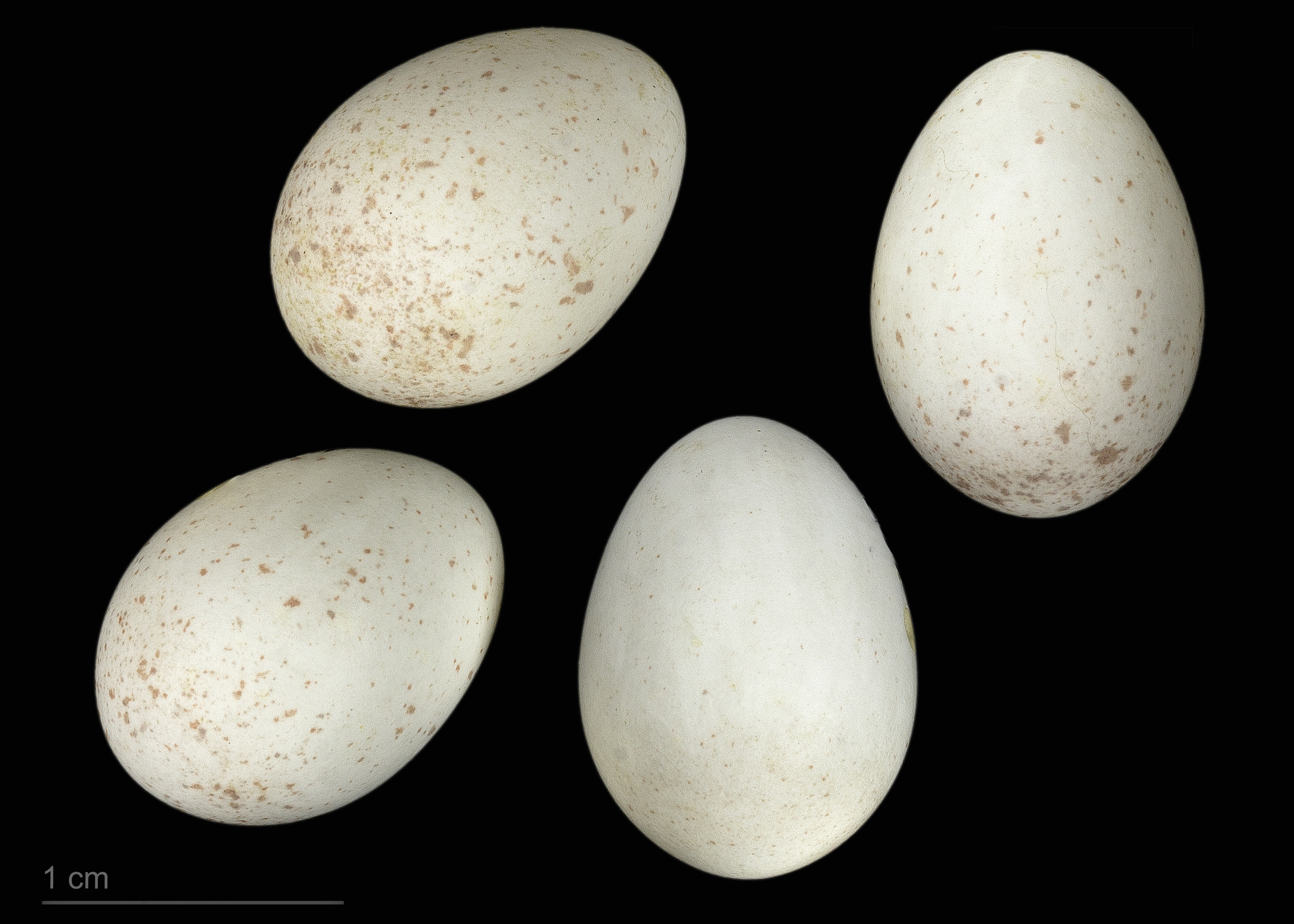
Aegithalos caudatus